# Felícia Cabrita
Felícia Maria Rodrigues Cabrita (Loulé, Quarteira, 15 de março de 1963) é uma jornalista portuguesa, que atualmente exerce essa atividade no semanário Sol. 

## Biografia
Licenciou-se em Línguas e Literaturas Modernas (variante de Estudos Portugueses) na Universidade Nova de Lisboa.
Na juventude, fez parte do agrupamento Damas Rock, com o qual lançou dois singles, e iniciou-se em jornalismo no semanário Pasquim, conotado com as FP25. Já trabalhou para diversos órgãos de comunicação social, nomeadamente o semanário Expresso, a revista Grande Reportagem, a estação de televisão SIC e o jornal i.
É conhecida por ter relembrado e investigado em pormenor os casos Ballet Rose, Capitão Roby e São Bento Gate, além de ter denunciado o Processo Casa Pia, que acompanhou ao longo de anos com a publicação de novas matérias noticiosas. Mas antes, os seus trabalhos de investigação sobre conflitos e massacres em África, como, por exemplo, Wiryamu (Moçambique, 1972), Batalha do Como (Guiné-Bissau 1964), Batepá (São Tomé e Príncipe, 1958) e a biografia da angolana Sita Valles, assassinada em 1977 (ou, mais recentemente, também em Angola, o assassínio pela UNITA do jovem Eduardo Silva, acompanhado pelo pai e quatro outros portugueses), já lhe tinham valido alguns galardões jornalísticos, como o prémio carreira Cupertino de Miranda, do Clube de Jornalistas do Porto, ou o prémio Fernando Pessoa de jornalismo, da MAPFRE Vida.
Investigou e publicou histórias sobre as relações afetivas do líder comunista Álvaro Cunhal (a sua ligação simultânea a duas irmãs, ambas militantes comunistas, uma delas mãe da sua filha) e sobre a estranha execução de um dirigente do PCP, José Miguel, que havia prestado declarações à polícia política enquanto estivera preso, já após a ascensão de Cunhal ao cargo de secretário-geral do partido.
Escreveu também sobre o atentado a Xanana Gusmão e José Ramos-Horta em Timor-Leste, pondo em causa a versão oficial. Mais recentemente, publicou no Sol as mensagens trocadas entre Carlos Castro e Renato Seabra no início da relação entre ambos, que terminou de forma trágica, com o primeiro assassinado pelo outro.
É autora ou coautora de um leque de 16 biografias jornalísticas, tendo escrito sobre figuras como Aníbal Cavaco Silva, Valentim Loureiro, Alberto João Jardim, João Bosco Mota Amaral, Inácio da Palma Inácio, António Guterres, Pedro Santana Lopes, Jerónimo de Sousa e António Sampaio da Nóvoa. Foi também responsável pela divulgação dos casos de corrupção que marcaram as duas primeiras décadas do século XXI em Portugal: Freeport, Face Oculta, Operações Furacão e Monte Branco, BPN, Rosalina Ribeiro/Duarte Lima ou Operação Marquês. Foi a primeira jornalista a noticiar a detenção de José Sócrates no âmbito da Operação Marquês, acompanhando os diversos desenvolvimentos do caso.
Também ficou conhecida por divulgar a identidade do suposto "Estripador de Lisboa", apresentando no Sol um trabalho de investigação em que entrevistou o alegado autor desses crimes, que os terá assumido (e que foi por essa razão levado a tribunal, sendo absolvido com base no princípio jurídico in dubio pro reo). Escreveu ainda sobre o caso Maddie McCann.
Os seus trabalhos deram origem a várias séries de televisão: Vidas Proibidas – Ballet Rose, Capitão Roby, O Olhar da Serpente (sobre o São Bento Gate), A Febre do Ouro Negro ou A Joia de África (baseada numa investigação sua que contou com a colaboração do escritor Mia Couto).
É autora do livro Os Amores de Salazar, tendo também participado numa biografia de Jorge Nuno Pinto da Costa e lançado uma outra de Pedro Passos Coelho. O seu livro mais recente, Caso Sócrates – O Julgamento do Regime, foi elaborado em coautoria com o jornalista Joaquim Vieira.

## Livros
É autora dos livros: 
- Ballet Rose – Uma novela (a)moral (com Francisco Moita Flores), 1998
- Mulheres de Salazar, 1999
- O Olhar da Serpente (coautoria com Sara Rodrigues), 2003
- Os Amores de Salazar, 2006
- Pinto da Costa – Luzes e Sombras de um Dragão (coautoria com Ana Sofia Fonseca), 2007
- Massacres em África, 2008
- Passos Coelho – Um Homem Invulgar, 2015
- Caso Sócrates – O julgamento do Regime (coautoria com Joaquim Vieira), 2017